# Ángel María de Lera
Ángel María de Lera (Baides, 7 de maig de 1912 - Madrid, 23 de juliol de 1984) va ser un novel·lista espanyol.

## Biografia
Va néixer en la localitat alcarrenya de Baides el 7 de maig de 1912. El seu pare era metge i així la seva infància va passar per diverses localitats de Castella i La Rioja. Va ingressar en el seminari de Vitòria, on va estudiar Humanitats fins que en 1930 va sofrir una crisi de fe i ho va abandonar. Es va traslladar a Andalusia estudiant quatre anys de Dret en la Universitat de Granada.
Va estar en el Exèrcit Republicà on va arribar a ser comandant. Va viure els esdeveniments del cop de Casado a Madrid i evoca part de les seves experiències en la novel·la Las últimas banderas, guardonada amb el Premi Planeta en 1967.
Va estar pres de 1939 a 1947. Després de sortir de la presó va haver d'acceptar els més humils oficis: peó de paleta, escombrariaire, agent d'assegurances fins que va ser comptable d'una petita fàbrica de licors de Madrid. A poc a poc va començar a fer col·laboracions la premsa fins que publica la seva primera novel·la titulada Los olvidados en 1957. Després d'ells pot dedicar-se professionalment a escriure. La seva novel·la La boda va ser duta al cinema en 1964 sota la direcció de Lucas Demare. Entre els periòdics en què va col·laborar destaca el diari ABC. Va ser autor de novel·les com Se vende un hombre (1973), El oscuro amanecer, El hombre que volvió del paraíso (1979), Secuestro en Puerta de Hierro (1982) o Con ellos llegó la paz (1984).
En 1978 publicà Ángel Pestaña. Retrato de un anarquista, una biografia de l'anarcosindicalista Ángel Pestaña, de la qual, malgrat el «bon ofici de l'autor», s'ha assenyalat la manca d'aparell crític i bibliografia. En aquesta obra l'autor no oculta les seves «simpaties» amb el biografiat, a qui va conèixer en persona.
La seva obra s'emmarca en el realisme de la postguerra, amb un fort contingut social, escrivint una vintena de novel·les. Com a fundador i president de l'Associació Col·legial d'Escriptors es va implicar en la defensa dels interessos d'aquests. Es va casar en 1950 i va tenir dos fills. Va morir a Madrid el 23 de juliol de 1984.

## Obres
- Los olvidados (1957)
- Los clarines del miedo (1958)
- La boda (1958)
- Bochorno (1960)
- Trampa (1962)
- Hemos perdido el sol (1963)
- Tierra para morir (1964)
- Con la maleta al hombro (1965)
- Por los caminos de la medicina rural (1966)
- Las últimas banderas (1967)
- Fanáticos (1969)
- Se vende un hombre (1973)
- Los que perdimos (1974)
- Las noche sin riberas (1976)
- Oscuro amanecer (1977)
- El hombre que volvio del paraiso (1979)
- Secuestro en la Puerta de Hierro (1982)